# Aston Martin V8
Aston Martin V8 — назва, що використовувалась британською автомобільною компанією Aston Martin для позначення моделі класу гран-туризмо, що виготовлялась з 1969 по 1989 рік. Дана модель випускалась з двома типами кузовів: дводверне купе або кабріолет. Як і всі традиційні Aston Martin, він складався вручну, на виготовлення одного автомобіля потрібно 1200 годин. Всі автомобілі комплектувалися бензиновим двигуном 5,3 л Tadek Marek V8 потужністю 250-400 к.с. в залежності від модифікації, що працював в парі з 3-ст. АКПП або 5-ст. МКПП. В 1989 році на зміну прийшов Virage.
На основі Aston Martin V8 в 1974 році створений седан Aston Martin Lagonda Series 1.
В кіно зустрічається у фільмі про Джеймса Бонда "Іскри з очей", роль якого виконав актор Тімоті Далтон.

## DBS V8

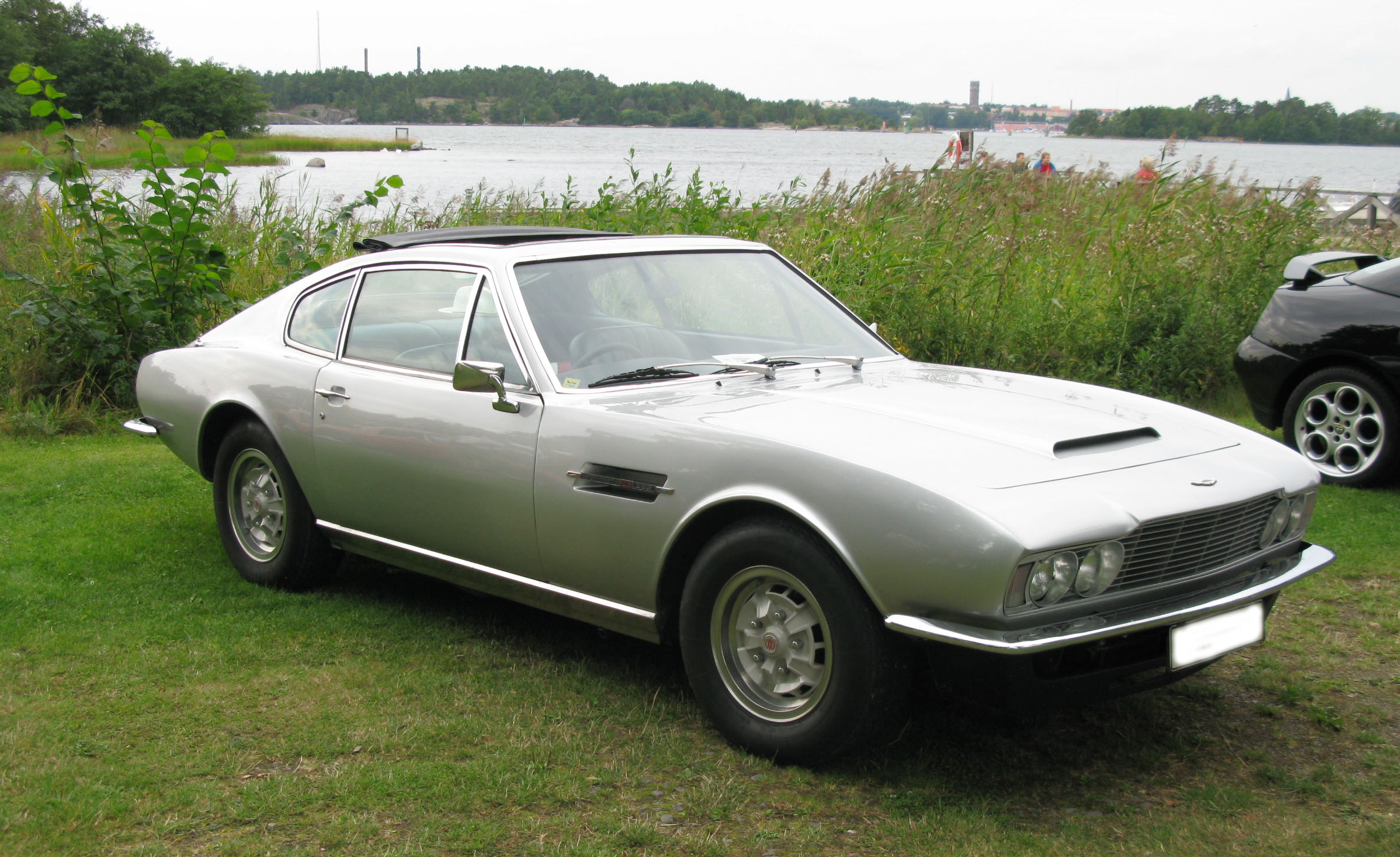
Aston Martin DBS V8 1970 року

З 1969 по 1972 рік флагманською моделлю Aston був DBS V8. Незважаючи на те, що кузов і назва були спільними з шестициліндровим DBS, V8 продавався набагато дорожче. Кузов був сучасним переосмисленням традиційного зовнішнього вигляду Aston Martin, з квадратною решіткою радіатора та чотирма фарами (Вільям Таунс визнав, що задні чверті були «запозичені» у раннього Ford Mustang). Відмінними рисами моделі V8 є більша передня повітряна заслінка, шини 225/70VR15 і відсутність спицевих коліс, хоча деякі шестициліндрові автомобілі DBS також використовували легкосплавні диски V8. Задні ліхтарі були взяті у Hillman Hunter.

### DBS V8 by Ogle Design

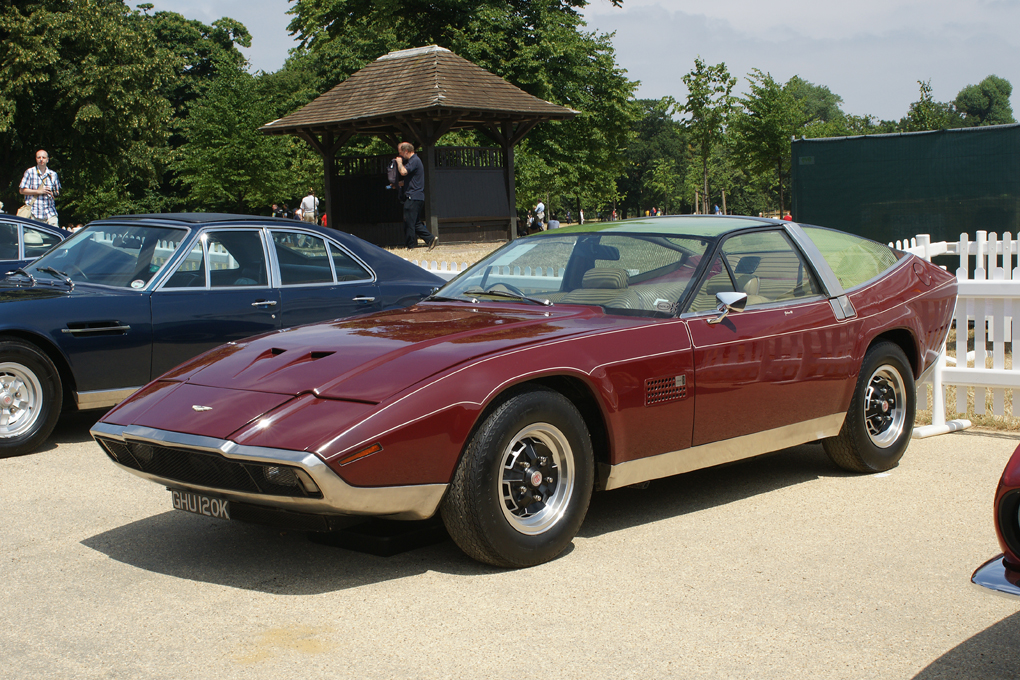
DBS V8 від Ogle Design (номер шасі DBSV8/10381/RC) на святкуванні сторіччя Aston Martin у липні 2013 р.

The DBS V8 від Ogle Design був представлений в 1972 році на автосалоні в Монреалі. Він заснований на DBS V8. Два автомобілі були замовлені тютюновою компанією W.O.Wills для просування своєї нової преміальної марки сигарет: один шоу-кар з номером шасі DBSV8/10380/R та один дорожній автомобіль з номером шасі DBSV8/10381/RC. Третя «репліка» автомобіля була замовлена приватною стороною.

## V8
У квітні 1972 року DBS V8 став просто Aston Martin V8, оскільки шестициліндровий DBS був знятий з виробництва, залишивши у виробництві тільки цей автомобіль і шестициліндровий Vantage.

### AM V8 (Series 2)
V8 став відомий як AM V8, модель заднім числом називалася Series 2 V8, щоб відокремити її від пізніших моделей. Візуальні відмінності включали подвійні кварц-галогенові фари та сітчасту решітку радіатора, дизайн передньої частини, який проіснував до кінця виробництва в 1989 році. Автомобілі AM V8, що випускалися з травня 1972 по липень 1973 року, використовували двигун, схожий на DBS V8, хоча і з впорскуванням палива Bosch, а не з більш ранніми карбюраторами. Всього було побудовано 288 автомобілів Series 2. Незважаючи на те, що Девід Браун покинув компанію, він керував розробкою цієї моделі. Перші 34 автомобілі все ще мали залишки бейджа "DBS V8".

### Series 3

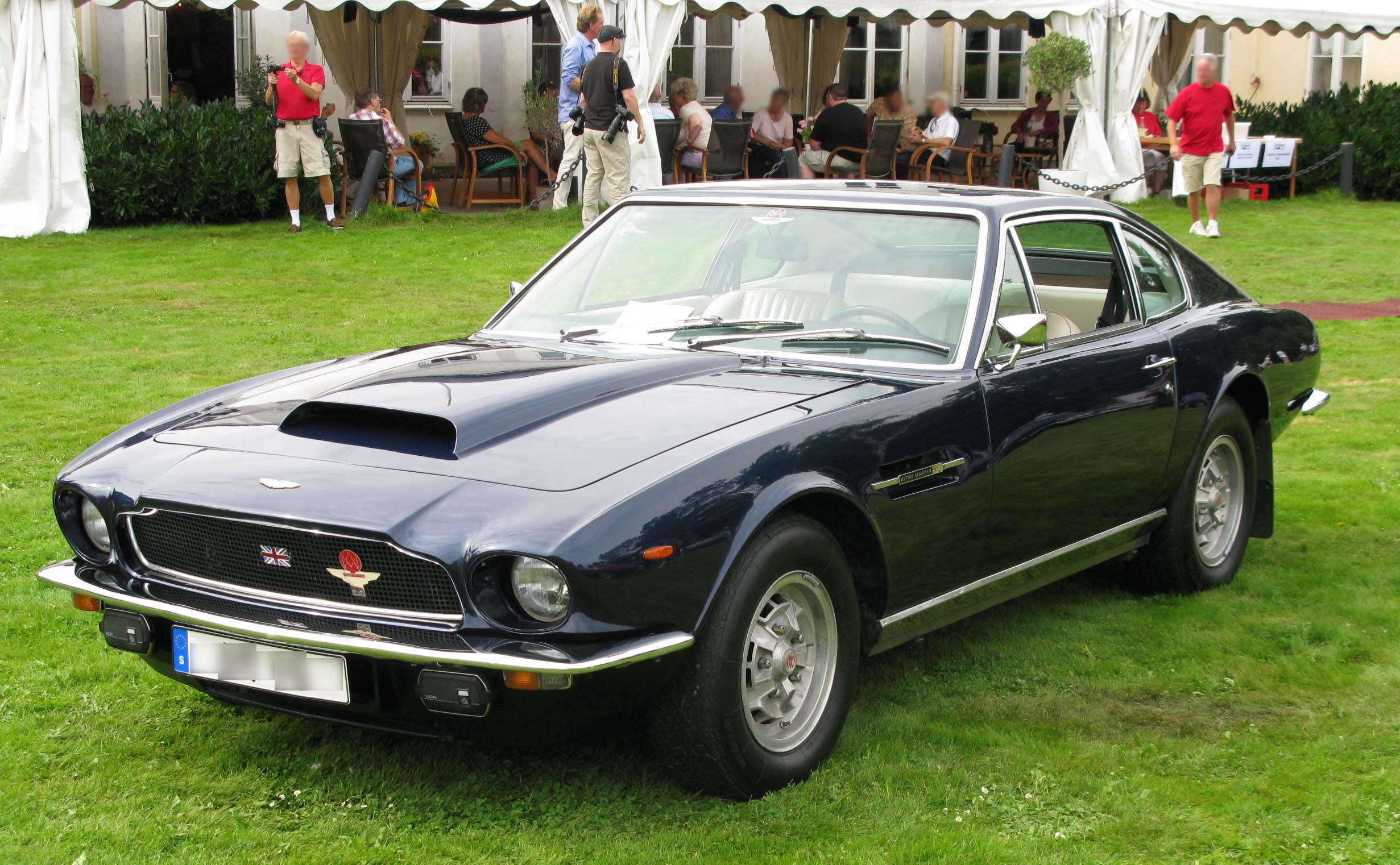
AM V8 з високим Series 3 совком капота, 1973 року

### Series 4 ("Oscar India")

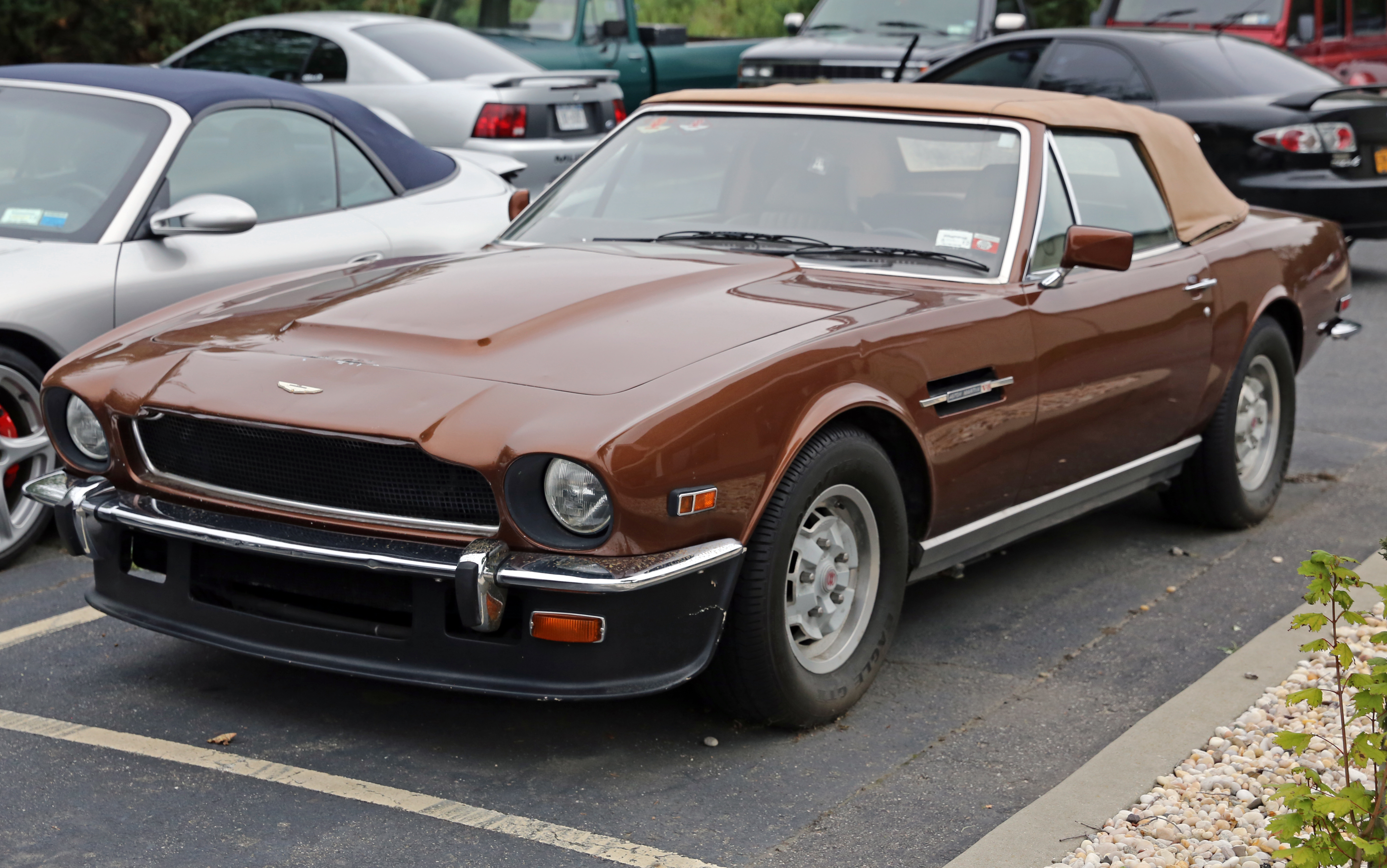
Aston Martin V8 Volante Series 1 (еквівалент Series 4 Saloon)

### Series 5

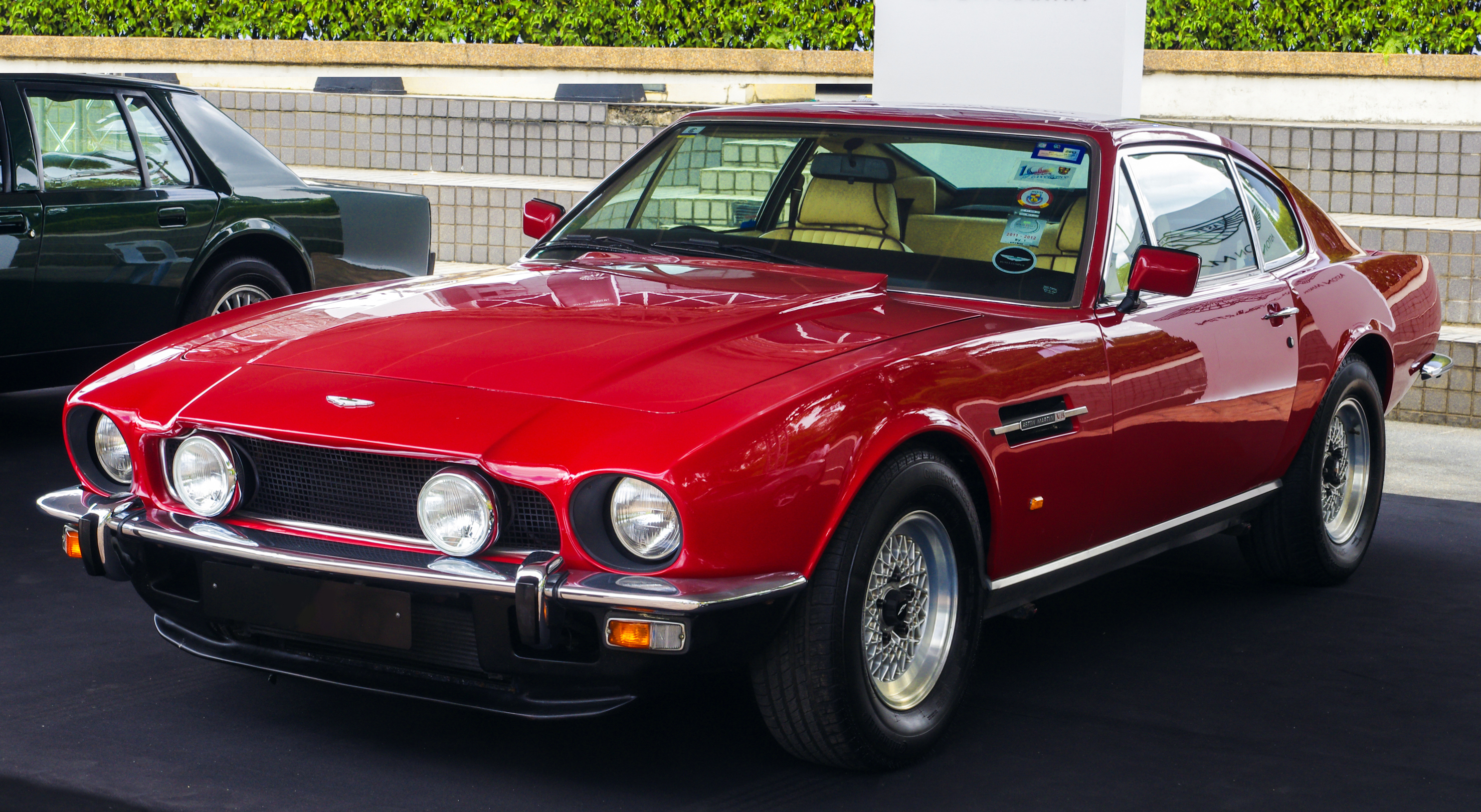
Aston Martin V8 Saloon Series 5 з пізним плоским капотом

### Lagonda
Між 1974 і 1976 роками було випущено сім чотиридверних седанів Lagonda на базі Aston Martin V8, з контурною решіткою радіатора в стилі Lagonda, яка вписувалася в простір, який зазвичай заповнює стандартна решітка радіатора Aston Martin.
| Двигун | 5,340 cc |

## Виробництво
- DBS V8: 402[3]
- V8 Saloon Series 2: 288
- V8 Saloon Series 3: 967
- V8 Saloon Series 4: 352
- V8 Saloon Series 5: 405

- V8 Volante Series 1: 656
- V8 Volante Series 2: 245

- V8 Vantage Series 1: 38 + 13 для ринку США
- V8 Vantage Series 2: 304 + 14 для ринку США

- V8 Vantage Volante: 192 + 56 для ринку США
- V8 Vantage Zagato/Vantage Volante Zagato: 89

## В кіно

Aston Martin V8 Volante з фільму «The Living Daylights» ("Живі вогні")

У 1986 році Тімоті Далтон перейняв на себе роль Джеймса Бонда від Роджера Мура, і EON Productions вирішила повернути Aston Martin у франшизу про Бонда з новим агентом 007, який тепер працює в парі з моделлю Series 4 у фільмі «The Living Daylights» ("Живі вогні").
Купе V8 повернулося у фільмі про Джеймса Бонда «No Time to Die» ("Не час помирати"). Генеральний директор Aston Martin доктор Енді Палмер (Dr. Andy Palmer) підтвердив 20 червня 2019 року, що V8 знову з'явиться з тією ж реєстрацією, яку він мав у The Living Daylights 32 роки тому.